# Dolenja vas (gmina Cerknica)
Dolenja vas – wieś w Słowenii, w gminie Cerknica. W 2018 roku liczyła 471 mieszkańców.